# Jason Hall
Pour les articles homonymes, voir Hall.
Jason Hall, né le 28 avril 1972 à Lake Arrowhead, est un acteur, scénariste et réalisateur américain.

## Biographie
Jason Dean Hall a fait des études en cinéma à l'université du Sud de la Californie. Devenu acteur, il tient notamment le rôle, secondaire mais récurrent, du chanteur du groupe dans lequel joue Oz dans la série Buffy contre les vampires. Il abandonne par la suite sa carrière d'acteur pour devenir scénariste. Son troisième scénario pour un long métrage, celui du film American Sniper (2014), lui vaut une nomination pour l'Oscar du meilleur scénario adapté à la 87e cérémonie des Oscars. Il fait ensuite ses débuts de réalisateur avec un autre film de guerre, Thank You for Your Service, qui sort en 2017.

## Filmographie

### Acteur
- 1996 : Pacific Blue (série télévisée, saison 2 épisode 9) : Rick
- 1997-1999 : Buffy contre les vampires (série télévisée, 8 épisodes) : Devon MacLeish
- 1999 : Providence (série télévisée, saison 2 épisode 3) : Stewart
- 2003 : 44 minutes de terreur (téléfilm) : l'officier Pratt
- 2003 : Miss Match (série télévisée, saison 1 épisode 1) : Bradley Kessler
- 2003 : FBI : Portés disparus (série télévisée, saison 2 épisode 9) : Jesse
- 2005 : Les Experts : Miami (série télévisée, saison 3 épisode 20) : Mickey Shanigan

### Scénariste
- 2009 : Toy Boy (Spread) de David Mackenzie
- 2013 : Paranoia de Robert Luketic
- 2014 : American Sniper de Clint Eastwood
- 2017 : Thank You for Your Service de lui-même
- 2023 : Gran Turismo de Neill Blomkamp

### Réalisateur
- 2017 : Thank You for Your Service